# 퍼펙트 게임 (2009년 영화)
퍼펙트 게임(The Perfect Game)은 2009년에 개봉한 미국의 영화이다. 1957년 리틀 리그 월드 시리즈에서 처음으로 미국 이외의 국가인 멕시코의 팀이 승리한 것을 배경으로 하였다.

## 출연
- 클립튼 콜린스 주니어 (Clifton Collins Jr.) - 시저
- 취치 마린 (Cheech Marin) - 파드레
- 모이세스 아리아스 (Moises Arias) - 마리오
- 제이크 T. 오스틴 (Jake T. Austin) - 엔젤
- 얀센 파네티어 (Jansen Panettiere) - 엔리케
- 가브리엘 모랄레스 (Gabriel Morales) - 리카르도
- 에밀리 드 라빈 (Emilie de Ravin) - 프랭키
- 루이스 고셋 주니어 (Louis Gossett Jr.)